# Montseny
Der Montseny ist ein Gebirgszug in der spanischen Autonomen Region Katalonien, nordöstlich von Barcelona gelegen.
1978 wurde das Massiv als Naturpark ausgewiesen, auf Katalanisch heißt dieser Parc Natural del Montseny. Der Naturpark ist 301,2 km² groß und umfasst 18 Gemeinden, die sich auf die drei Comarques Vallès Oriental, Selva und Osona verteilen.
Der Name Montseny kommt aus dem Lateinischen: Monte Signum („Signalberg“) wurde er genannt, wahrscheinlich weil sein markantes Profil von vielen Orten Kataloniens aus gesehen werden konnte (und kann).
Höchste Erhebung ist der Turó de l’Home mit 1706 Metern im Vallès Oriental und viele weitere Gipfel übersteigen die 1000-Meter-Marke. Ab etwa 1875 wird das Gebirge von Botanikern und Naturliebhabern, aber auch von Poeten und Schriftstellern entdeckt und ist seitdem ein beliebtes Ausflugsziel.
Die natürlichen Gegebenheiten einerseits und der kulturelle Einfluss des Menschen andererseits, der seine Spuren dort in Form von Kirchen, Burgen, Gehöften und Wegen hinterlassen hat, führte dazu, dass die UNESCO das ganze Gebiet als Biosphärenreservat ausgewiesen hat.

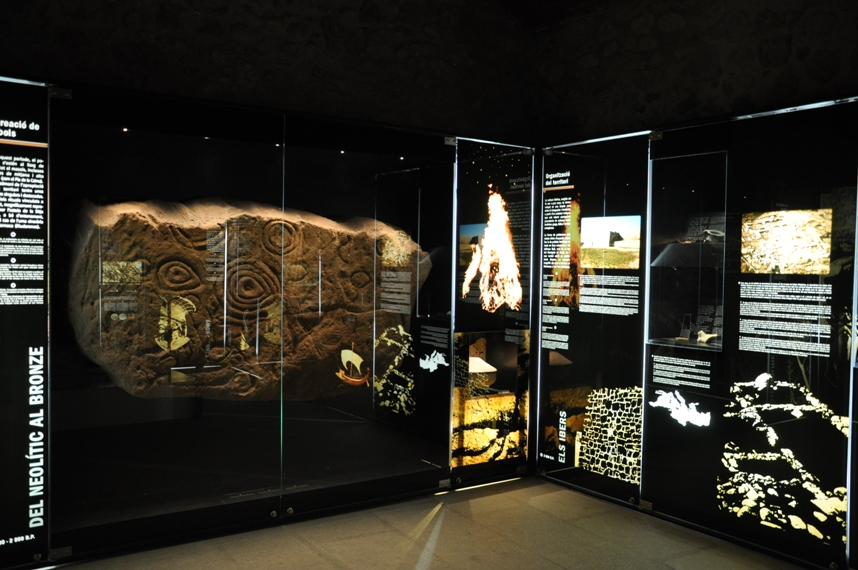
Stele de la Calma im Museu Etnològic in Montseny

Die Naturparkverwaltung befindet sich in Fontmartina, Gemeinde Fogars de Montclús.